# Vincenzo Ludovico Gotti
Vincenzo Ludovico Gotti (Bologna, 5 settembre 1664 – Roma, 18 settembre 1742) è stato un cardinale, teologo, erudito, polemista e apologeta italiano.

## Biografia
Nato a Bologna da Giacomo Gotti e Chiara Capardi, nel 1680 vestì l'abito dei Domenicani nella Basilica di San Domenico (Bologna). Dopo aver studiato filosofia a Forlì e a Bologna, si addottorò in teologia all'Università di Salamanca. Ritornato in Italia nel 1688, ottenne la cattedra di teologia e filosofia dapprima a Mantova, poi alla scuola dei Domenicani annessa alla Basilica di Santa Maria sopra Minerva di Roma, e infine all'Università di Bologna; in seguito Clemente XI lo nominò inquisitore generale di Milano, carica che resse fino al 1717, anno in cui ottenne la cattedra di "Teologia polemica" a Milano. Provinciale dei Domenicani, nel 1725 rifiutò l'elezione a maestro generale. Nel 1728 Benedetto XIII, anch'egli domenicano, lo promosse patriarca titolare di Gerusalemme e cardinale col titolo di San Pancrazio prima e San Sisto dal 1738.
Assieme a Charles René Billuart, Gotti è stato il principale esponente della Scuola Tomistica. I suoi scritti comprendono molte opere di apologetica e di polemica soprattutto contro Luterani e Calvinisti. In quest'ambito scrisse De vera Christi Ecclesia (La vera Chiesa di Cristo), stampata a Roma nel 1719 e, in una nuova edizione accresciuta, a Milano nel 1734, contro il calvinista svizzero Giacomo Picenino. L'opera più importante consiste nello studio della Summa di Tommaso d'Aquino (Theologia scholastico-dogmatica juxta mentem D. Thomae Aquinatis ad usum discipulorum).

## Genealogia episcopale e successione apostolica
La genealogia episcopale è:
- Cardinale Scipione Rebiba
- Cardinale Giulio Antonio Santori
- Cardinale Girolamo Bernerio, O.P.
- Arcivescovo Galeazzo Sanvitale
- Cardinale Ludovico Ludovisi
- Cardinale Luigi Caetani
- Cardinale Ulderico Carpegna
- Cardinale Paluzzo Paluzzi Altieri degli Albertoni
- Cardinale Gaspare Carpegna
- Cardinale Giacomo Boncompagni
- Cardinale Vincenzo Ludovico Gotti

La successione apostolica è:
- Vescovo Giovanni Andrea Balbi (1728)
- Vescovo Giovanni Battista Rondoni (1732)
- Vescovo Rizzardo Isolani (1734)

## Opere
- Vincenzo Ludovico Gotti, Colloquia theologico-polemica in tres classes distributa. In prima Sacrorum ministrorum caelibatus, in secunda Romanorum Pontificum auctoritas in Conciliis et definitionibus, in tertia Aliae catholicae veritates, propugnantur adjectis Gregorii 7. vindiciis adversus Jacobi Picenini concordiam matrimonii cum ministerio. Auctore fr. Vincenzo Ludovico Gotti..., Bononiae, ex Typographia Bononiensi Sancti Thomae Aquinatis, 1727.
- Vincenzo Ludovico Gotti, De eligenda inter dissentientes christianos sententia seu De vera inter christianas religione eligenda, liber adversus Joannem Clericvm Reformatae, ut ajunt, religionis hominem, auctore F. Vincentio Ludovico Gotti, Roma, typis Rochi Bernabò, 1734.
- Vincenzo Ludovico Gotti, La vera Chiesa di Cristo dimostrata da' segni, e da' dogmi contra i due libri di Giacomo Picenino intitolati Apologia per i riformatori, e per la religione riformata e Trionfo della vera religione / Opera del Padre Fr. Vincenzo Lodovico Gotti ... Tomo I-II, Bologna, per Costantino Pisarri, 1719.
- Vincenzo Ludovico Gotti, La vera Chiesa di Cristo dimostrata da' segni, e da' dogmi contra i due libri di Giacomo Picenino ... Opera dell'emin., e rev. cardinale fr. Vincenzo Lodovico Gotti dell'ordine de' Predicatori, in questa seconda edizione corretta e notabilmente accresciuta dal medesimo autore. Tomo I-III, In Milano, nella regio-ducal corte, per Giuseppe Richino Malatesta, stampatore regio-camerale. Si vendono da Giuseppe Cairoli libraro sotto al portico de' Figini, 1734.
- Vincenzo Ludovico Gotti, Theologia scholastico-dogmatica juxta mentem D. Thomae Aquinatis ad usum discipulorum ejusdem angelici praeceptoris accomodata per Vincentium Ludovicum Gotti. Tomus I-XVI, Bononiae, ex typographia Bononiensi Sancti Thomae Aquinatis, 1727-1735.
- Vincenzo Ludovico Gotti, Vera ecclesia Christi signis, ac dogmatibus demonstrata contra Jacobi Picenini ... Opus eminentissimi, ac reverendissimi Fr. Vincentii Ludovici cardinalis Gottii ... Praemisso de vita eminentissimi auctoris commentario, aliisque appositis, reliquis tomis referendis. Tomus I-II, Bononiae, apud Thomam Colli ex Typographia S. Thomae Aquinatis, 1748-1750.
- Vincenzo Ludovico Gotti, Veritas religionis christianae, et librorum, quibus innititur, contra atheos, polytheos, idolatras, mahometanos, & Judaeos ex prodigioso ejus inter paganorum persecutiones augmento & mirabili constantia martyrum. Demonstrata per Vincentium Ludovicum Gotti Ordinis Praedicatorum. Tomus I-IV., Roma, ex typographia Rochi Bernabò, 1735-1737.